# Günther Groenhoff

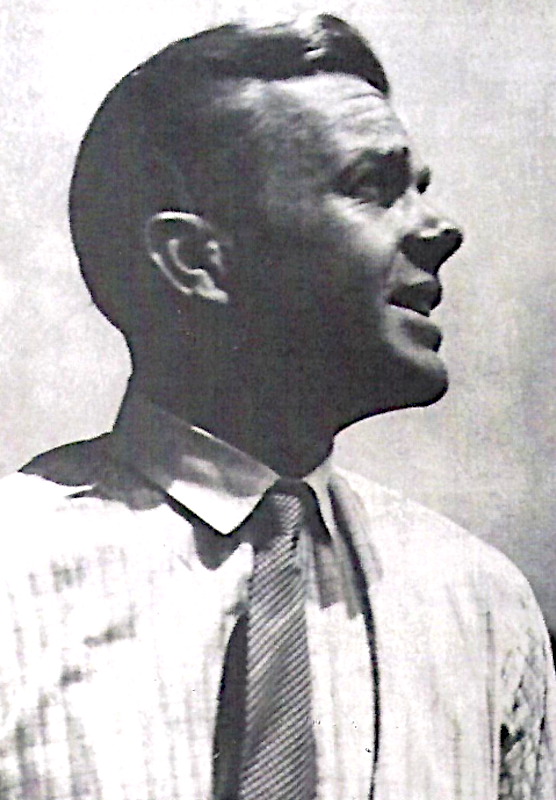
Günther Groenhoff (1908–1932) deutscher Segelflugpionier

Günther Groenhoff (* 7. April 1908 in Stade; † 23. Juli 1932 (nahe der Wasserkuppe abgestürzt)) war einer der ersten Segelflugpioniere.

## Leben und Wirken

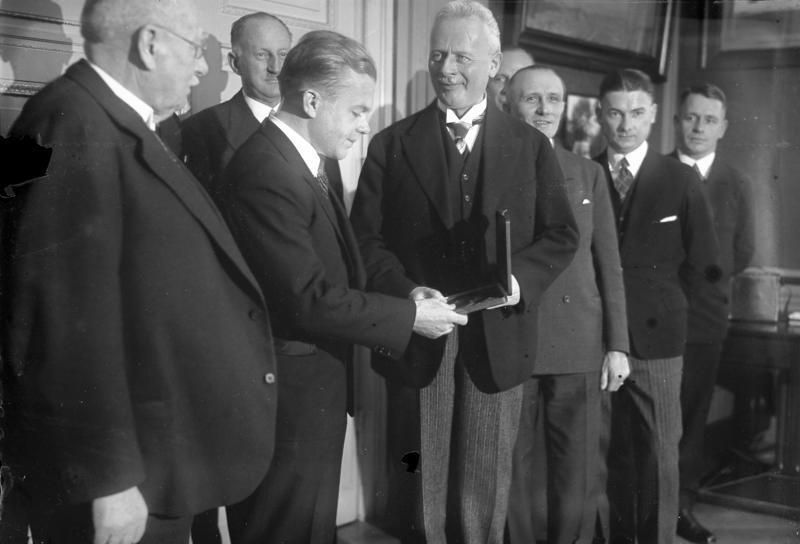
Groenhoff (vorn 2 v. links) mit Alexander Dominicus bei der Verleihung der Adler-Plakette

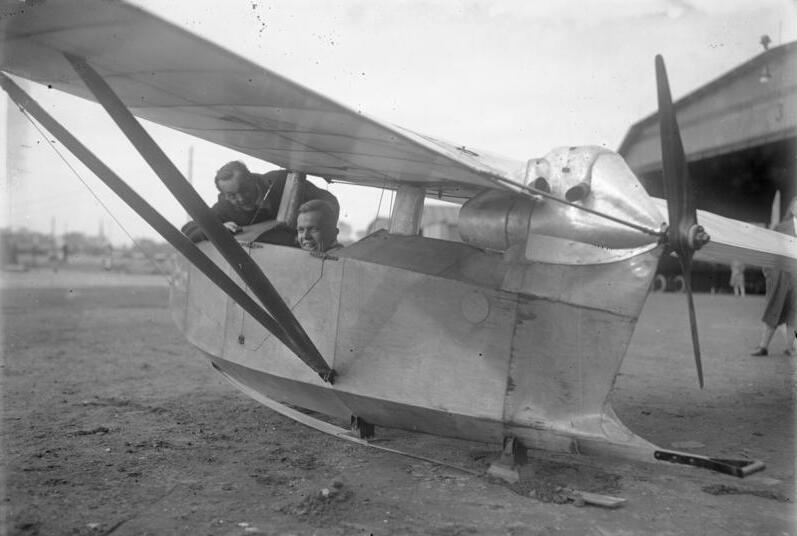
Günther Groenhoff bei Flugtests mit dem RRG-Storch V in Berlin-Tempelhof (1931)

Groenhoff lernte 1923 das Segelfliegen bei Ferdinand Schulz in Rossitten (heute: Rybatschi). Von 1926 bis 1929 absolvierte er Ausbildungen im Motorflug bis zum Verkehrsflieger. Ab 1929 war er Fluglehrer auf der Wasserkuppe und wurde Versuchsflieger unter Alexander Lippisch.
Groenhoff entwickelte Wolf Hirths Prinzip des Thermischen Fluges weiter und entdeckte während des 11. Rhön-Segelflugwettbewerbes im August 1930 die Möglichkeit zum steilen Kreisen in einem Thermikschlauch. Unter Nutzung zweier Gewitterfronten schaffte er am 4. Mai 1931 eine Rekorddistanz von 272 km von München nach Kaaden im heutigen Tschechien und stieg bis auf 2200 m auf.
Bemerkenswert sind auch Groenhoffs Segelflugforschungsflüge – insbesondere mit dem frühen Hochleistungssegelflugzeug Fafnir – sowie seine äußerst spektakuläre Segelflugexpedition zum Jungfraujoch im Herbst 1931. Er war Teilnehmer an allen Rhön-Wettbewerben und erhielt 1931 den Hindenburg-Pokal. Als erster flog er Nurflügelsegelflugzeuge ein, mit denen er in Südamerika und Afrika experimentieren wollte.
Groenhoff kam 1932 beim Absturz des Fafnir während des 13. Rhönwettbewerbes am 23. Juli 1932 ums Leben. Seine Leiche wurde unterhalb des Pferdskopfs, dem Westausläufer der Wasserkuppe, geborgen.

## Erinnerung und Ehrungen
Ein Gedenkstein sowie eine Gedenktafel am Massiv der Wasserkuppe in Nähe des Poppenhausener Ortsteil Abtsroda-Tränkhof markieren die Absturzstelle, wo Günther Groenhoff den Tod fand.
Der Luftsportverein seiner Geburtsstadt nennt sich Groenhoff zu Ehren Luftsportverein Günther Groenhoff Stade e. V. Das Gebäude des Informationszentrums des UNESCO-Biosphärenreservats Rhön auf der Wasserkuppe trägt ebenfalls seinen Namen: Groenhoff-Haus. In Weyhers (Gemeinde Ebersburg) sowie in Poppenhausen (Wasserkuppe), Oberursel (Hochtaunuskreis), Cochem-Brauheck (Cochem) und Griesheim ist die Groenhoffstraße nach ihm benannt, in Fulda-Sickels, Frankfurt am Main, Detmold und Gersfeld die Günther-Groenhoff-Straße. In Kiel-Holtenau gibt es einen Groenhoffweg. Fast völlig in Vergessenheit geraden ist ein am Pfingstmontag 1933 für Groenhoff eingeweihtes Denkmal auf dem Gelände des damaligen Freischwimmbades in Bronnzell bei Fulda.
Ursprünglich bestanden noch weitere Benamungen zu Ehren des Segelflugpioniers Groenhoff, so bei einem Krankenhaus, einer Schule, und weiteren Straßen, die nach dem Zweiten Weltkrieg aber wieder zurückgenommen wurden.

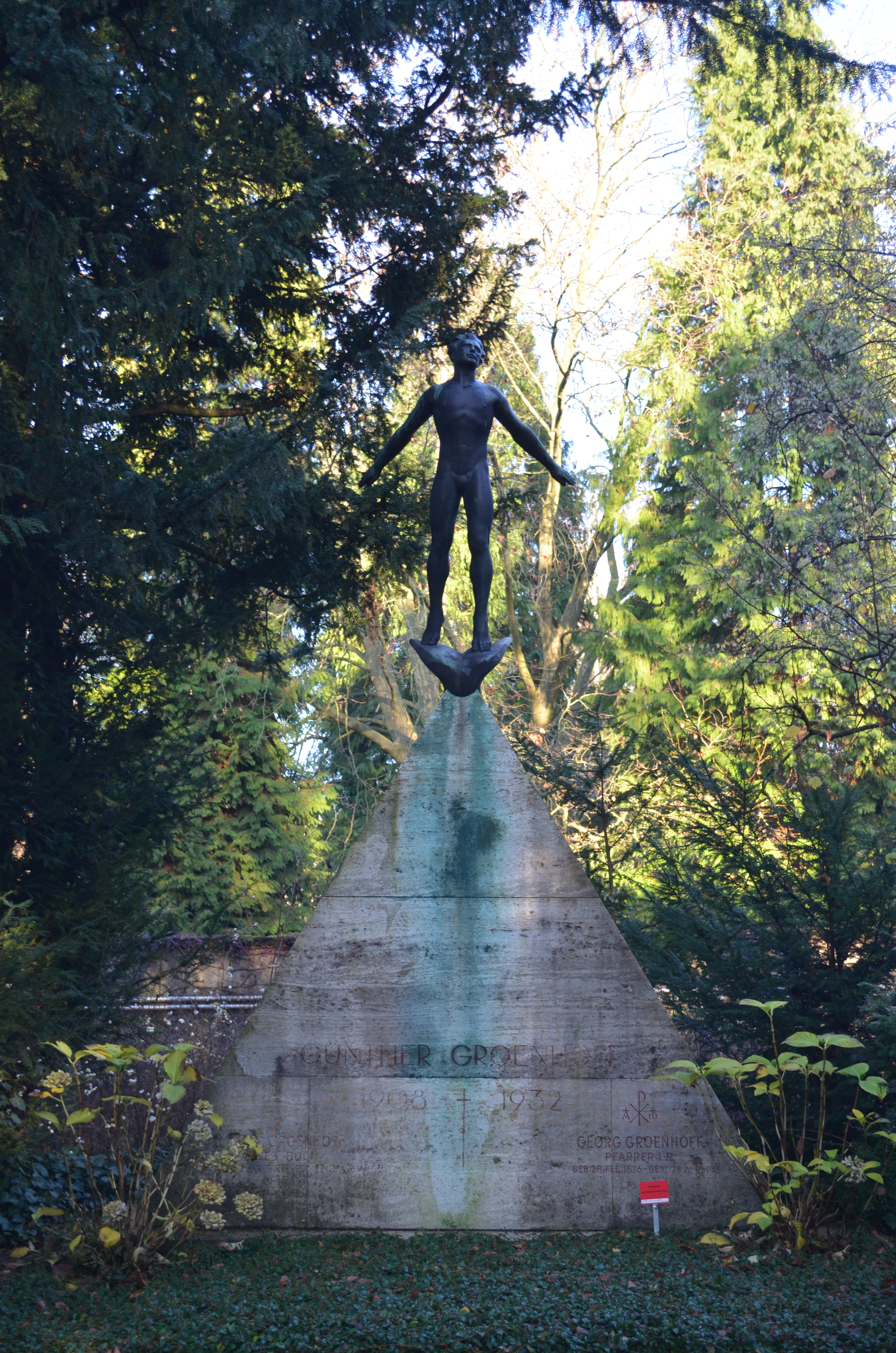
Grab auf dem Hauptfriedhof Frankfurt

Sein Grab auf dem Hauptfriedhof Frankfurt ist ein Ehrengrab und steht unter Denkmalschutz. Die Grabanlage wurde von Carl Stock gestaltet.

## Werke
- Günther Groenhoff, Ich fliege mit und ohne Motor, Frankfurter Societäts-Druckerei, Frankfurt, 1932